# Dobrovleanî, Tîsmenîțea
Dobrovleanî (în ucraineană Добровляни) este o comună în raionul Tîsmenîțea, regiunea Ivano-Frankivsk, Ucraina, formată numai din satul de reședință.

## Demografie
Componența lingvistică a comunei Dobrovleanî
     Ucraineană (99,53%)
Conform recensământului din 2001, majoritatea populației comunei Dobrovleanî era vorbitoare de ucraineană (99,53%), existând în minoritate și vorbitori de alte limbi.